# Ле-Плессі-Гриму
Ле-Плессі́-Гриму́, Ле-Плессі-Ґріму (фр. Le Plessis-Grimoult) — колишній муніципалітет у Франції, у регіоні Нормандія, департамент Кальвадос. Населення — 358 осіб (2011).
Муніципалітет був розташований на відстані близько 220 км на захід від Парижа, 31 км на південний захід від Кана.

## Історія
До 2015 року муніципалітет перебував у складі регіону Нижня Нормандія. Від 1 січня 2016 року належав до нового об'єднаного регіону Нормандія.
1 січня 2017 року Ле-Плессі-Гриму, Оне-сюр-Одон, Боке, Кампандре-Вальконгрен, Данву-ла-Ферр'єр, Ондфонтен i Рукам було об'єднано в новий муніципалітет Ле-Мон-д'Оне.

## Демографія
Динаміка населення (EHESS ):
Розподіл населення за віком та статтю (2006):
| Стать | Всього | До 15 років | 15-24 | 25-44 | 45-64 | 65-85 | Понад 85 |
| --- | ------ | ----------- | ----- | ----- | ----- | ----- | -------- |
| Чоловіки | 168    | 24          | 16    | 40    | 48    | 36    | 4        |
| Жінки | 160    | 44          | 16    | 32    | 44    | 20    | 4        |
| \| Статево-вікова піраміда \| Статево-вікова піраміда \| Статево-вікова піраміда \| \| ----------------------- \| ----------------------- \| ----------------------- \| \| Чоловіки \| Вік \| Жінки \| \| 4 \| 85 + \| 4 \| \| 4 \| 80-84 \| 4 \| \| 8 \| 75-79 \| 4 \| \| 8 \| 70-74 \| 0 \| \| 16 \| 65-69 \| 12 \| \| 24 \| 60-64 \| 12 \| \| 4 \| 55-59 \| 20 \| \| 8 \| 50-54 \| 0 \| \| 12 \| 45-49 \| 12 \| \| 4 \| 40-44 \| 4 \| \| 8 \| 35-39 \| 8 \| \| 12 \| 30-34 \| 16 \| \| 16 \| 25-29 \| 4 \| \| 8 \| 20-24 \| 12 \| \| 8 \| 15-20 \| 4 \| \| 4 \| 10-14 \| 16 \| \| 4 \| 5-9 \| 16 \| \| 16 \| 0-4 \| 12 \| |        |             |       |       |       |       |          |
| Статево-вікова піраміда |        |             |       |       |       |       |          |
| Чоловіки | Вік    | Жінки       |       |       |       |       |          |
| 4 | 85 +   | 4           |       |       |       |       |          |
| 4 | 80-84  | 4           |       |       |       |       |          |
| 8 | 75-79  | 4           |       |       |       |       |          |
| 8 | 70-74  | 0           |       |       |       |       |          |
| 16 | 65-69  | 12          |       |       |       |       |          |
| 24 | 60-64  | 12          |       |       |       |       |          |
| 4 | 55-59  | 20          |       |       |       |       |          |
| 8 | 50-54  | 0           |       |       |       |       |          |
| 12 | 45-49  | 12          |       |       |       |       |          |
| 4 | 40-44  | 4           |       |       |       |       |          |
| 8 | 35-39  | 8           |       |       |       |       |          |
| 12 | 30-34  | 16          |       |       |       |       |          |
| 16 | 25-29  | 4           |       |       |       |       |          |
| 8 | 20-24  | 12          |       |       |       |       |          |
| 8 | 15-20  | 4           |       |       |       |       |          |
| 4 | 10-14  | 16          |       |       |       |       |          |
| 4 | 5-9    | 16          |       |       |       |       |          |
| 16 | 0-4    | 12          |       |       |       |       |          |

## Економіка
2010 року серед 214 осіб працездатного віку (15—64 років) 164 були активними, 50 — неактивними (показник активності 76,6%, у 1999 році було 71,0%). З 164 активних мешканців працювало 147 осіб (85 чоловіків та 62 жінки), безробітними було 17 (8 чоловіків та 9 жінок). Серед 50 неактивних 16 осіб було учнями чи студентами, 12 — пенсіонерами, 22 були неактивними з інших причин.

У 2010 році в муніципалітеті числилось 140 оподаткованих домогосподарств, у яких проживали 369,5 особи, медіана доходів виносила 14 246 євро на одного особоспоживача